# Cees Lute
Cornelis Wijnand Lute, detto Cees (Castricum, 13 marzo 1941 – Alkmaar, 9 ottobre 2022), è stato un ciclista su strada olandese.
Professionista dal 1961 al 1968, conta la vittoria di una tappa al Giro d'Italia.

## Carriera
Corse per la Locomotief, la Caballero, la Saint Raphaël, la Ford France, la Romeo, la Willem II e la Peycom. Vinse l'Omloop der Kempen nel 1960 e nel 1962, una tappa al Giro d'Italia e il Tour de Picardie nel 1964, l'Acht van Chaam e una tappa alla Quattro giorni di Dunkerque nel 1965.

## Palmarès
- 1959

Dwars door Gendringen (Gendringen)
- 1960

Ronde van Friesland
5ª tappa Olympia's Tour (Heerlerheide > Winterswijk)
Ronde van Brabant
Omloop der Kempen
Dwars door Gendringen
- 1961

5ª tappa Olympia's Tour (Zutphen > Leeuwarden)
6ª tappa Olympia's Tour (Leeuwarden > Amsterdam)
Dwars door Gendringen
- 1962

Omloop der Kempen
- 1964

19ª tappa Giro d'Italia (Alessandria > Cuneo)
Tour de Picardie
- 1965

4ª tappa Quattro giorni di Dunkerque (Dunkerque > Dunkerque)
Acht van Chaam
- 1967

4ª tappa Giro di Sardegna (Cagliari > Calasetta)

### Altri successi
- 1959

Criterium di 's-Heerenhoek
Criterium di Sluis
Criterium di Oud-Vossemeer
- 1960

Criterium di Oud-Vossemeer
- 1962

Criterium di Bergum
- 1964

Criterium di Kruiningen
Criterium di Ulvenhout
Criterium di Bruges
- 1965

Criterium di Kortenhoef

## Piazzamenti

### Grandi giri
- Giro d'Italia

1964: 41º
1967: ritirato
- Tour de France

1965: 67º
- Vuelta a España

1967: ritirato

### Classiche monumento
- Milano-Sanremo

1967: 94º
- Liegi-Bastogne-Liegi

1965: 20º
- Parigi-Roubaix

1964: 56º
1965: 15º